# Goran Sukno
Goran Sukno, född 6 april 1959 i Dubrovnik, Kroatien, SFR Jugoslavien, är en före detta jugoslavisk vattenpolospelare.
Sukno tog OS-guld 1984 med Jugoslaviens landslag. Han är far till Sandro Sukno.
Sukno spelade sju matcher och gjorde sex mål i den olympiska vattenpoloturneringen i Los Angeles som Jugoslavien vann.